# Saint-Laurent-Blangy
Saint-Laurent-Blangy é uma comuna francesa na região administrativa de Altos da França, no departamento de Pas-de-Calais. Estende-se por uma área de 9,83 km², com 5 578 habitantes, segundo os censos de 1999, com uma densidade de 567 hab/km².